# Uilenburg (Amsterdam)

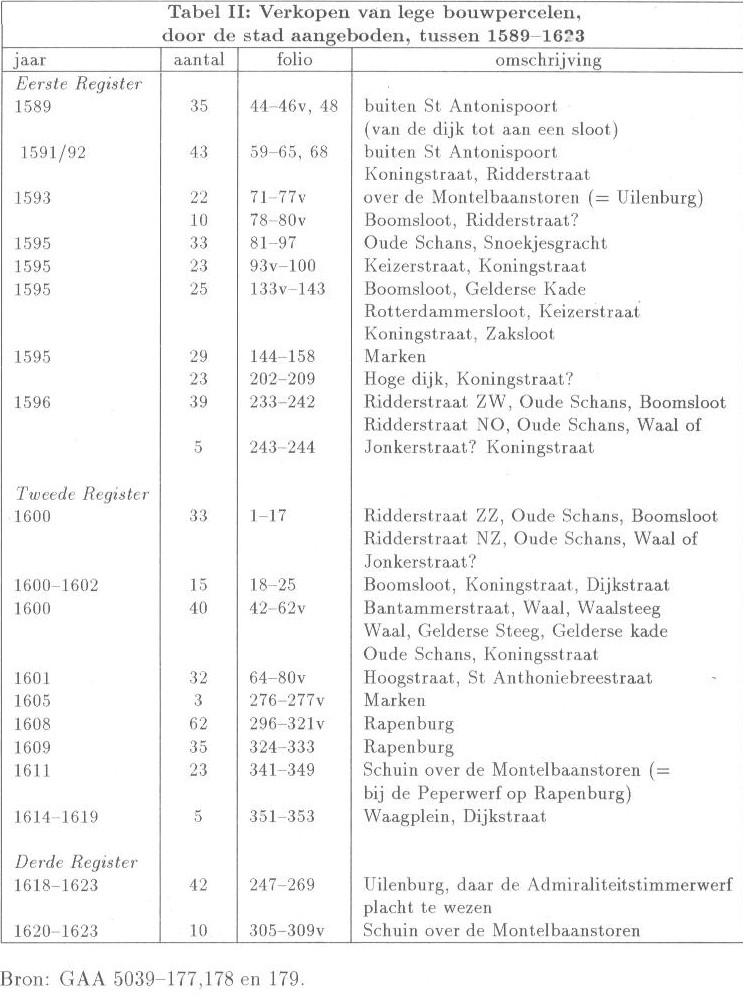
Verkopen van lege bouwpercelen, 1589-1623

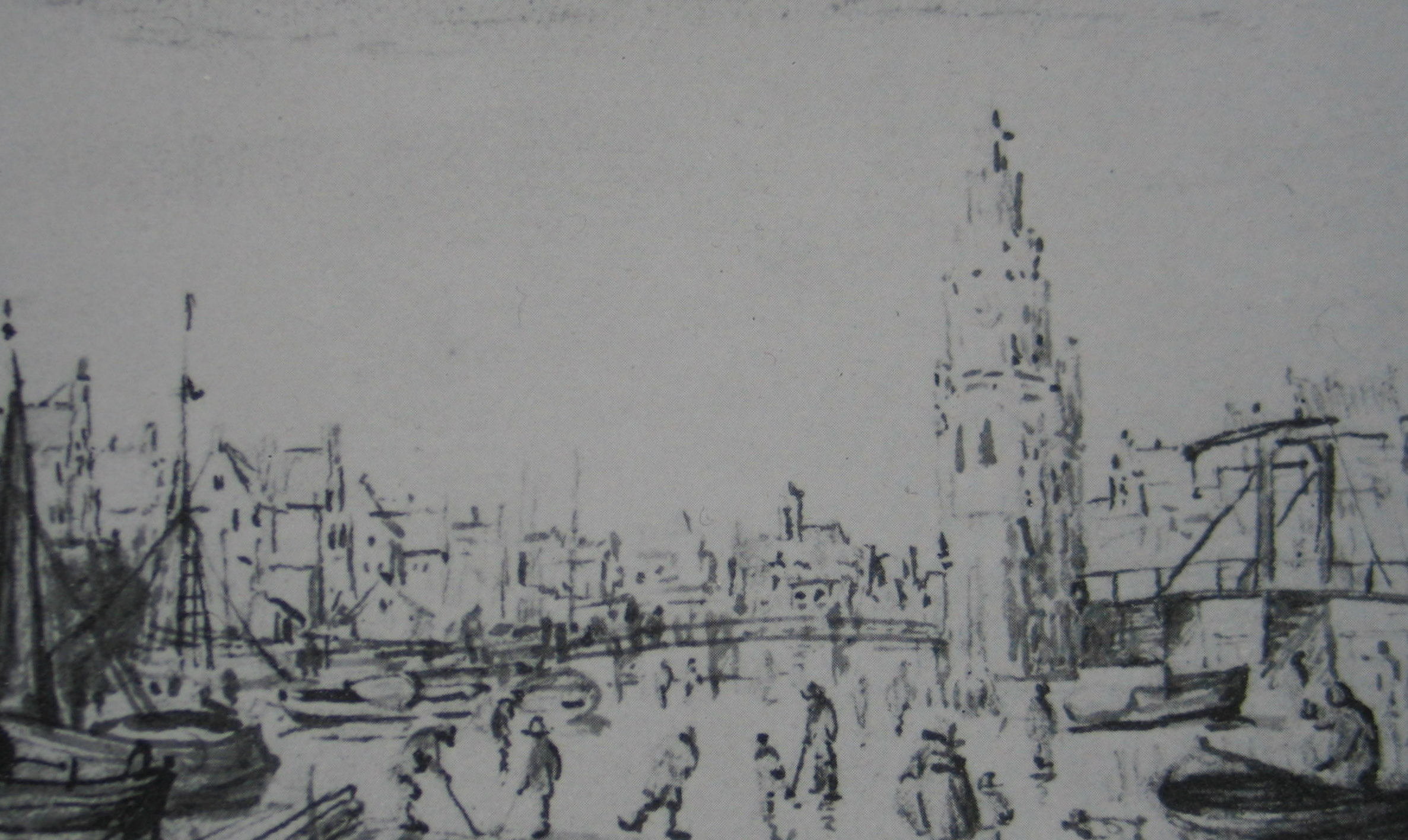
Uilenburg en de Oudeschans in de winter door Aert van der Neer

Uilenburg in Amsterdam is een kunstmatig eiland in het oosten van de binnenstad, dat wordt begrensd door de Oudeschans, Oostersekade, Rapenburgwal, Uilenburgergracht en Houtkopersburgwal. Sinds een stadsuitbreiding rond 1593 ligt het binnen de muren van de stad. De naam Uilenburg is mogelijk afkomstig van een hier gelegen gebied dat in 1470 Uylenbraeck werd genoemd.
De eilanden Rapenburg en Valkenburg kwamen in dezelfde periode tot stand, eveneens door het aanplempen van moerasgrond in het IJ, maar zijn door herindelingen niet meer door water omringd.
Uilenburg was een van de eerste stadsvernieuwingsgebieden van Amsterdam. In de jaren twintig van de 20e eeuw zijn meerdere pakhuizen tussen de Uilenburger-voor- en achterstraat afgebroken en werd de Uilenburgerstraat de bredere Nieuwe Uilenburgerstraat.

## Geschiedenis
Het aanpassen van de plannen en vernieuwde militaire inzichten leidden in 1591 tot de zogenaamde Tweede Uitleg. Daaronder viel het uitgraven en aanplempen van de eilanden Uilenburg, Marken en Rapenburg. In december van het jaar 1593 werden tweeëntwintig ruim bemeten erven op Uilenburg verkocht aan scheepstimmerlieden, die, vanwege de stadsuitbreiding op de Lastage, een nieuw onderkomen moesten zoeken. Uilenburg werd aan de westkant aangewezen voor houtopslag, de oostzijde werd voor scheepswerven bestemd. Er werden hellingen aangelegd en drempels in het water. Op de noordhoek van Uilenburg waren ankersmederijen te vinden, maar ook hadden Louis de Geer en de gebroeders Louis en Hendrik Trip hier hun geschut opgeslagen.
Het is onwaarschijnlijk dat op het nieuw aangeplempte eiland Uilenburg scheepsbouw en daarmee samenhangende woningbouw en bedrijvigheid meteen vanaf 1593 tot stand kwam. Vermoedelijk hebben de kopers de pas verworven erven enige tijd moeten laten inklinken en moeten ophogen. Doordat de stad de erven al in een vroeg stadium van de stadsuitbreiding verkocht, kreeg zij geld binnen dat anders voor het bouwrijp maken had moeten worden geleend.
Door verkeerde opmeting moesten de Montelbaansgracht en de Markergracht teruggebracht worden tot 200 voet breedte en ook de eilanden Uilenburg en Marken en de Uilenburgergracht tussen de beide eilanden zijn smaller dan oorspronkelijk gedacht. Deze tegenvaller is wellicht de reden dat het eiland Marken bestemd werd voor de bouw van kleine binnenschepen en dat de Admiraliteit van Amsterdam, die vanaf de oprichting in 1596 gevestigd was op de zuidwesthoek, al in 1619 verhuisde naar Rapenburg.
De erven op Uilenburg, Marken en Rapenburg werden in de loop der jaren voor twee tot negen gulden per vierkante meter verkocht. Hoekerven waren duurder. Het uiteenlopen van de prijzen kan veroorzaakt zijn doordat de koper rekening moest houden met een nog te betalen belasting, de zogenaamde Melioratie, voor het op stadskosten uitgevoerde grondwerk, het aanleggen van straten en een beschoeiing.
Het in gebruik nemen van nieuw industrieterrein werd met verordeningen en gunstige regelingen bevorderd. Al in 1601 was de Lastage verboden gebied verklaard voor houtopslag, maar het duurde nog enkele jaren voordat alle houthandelaren waren verdwenen. Toen in 1606 de besprekingen begonnen voor een Twaalfjarig Bestand, ontstond een gunstig en beter investeringsklimaat. Het hoogtepunt in de verkoop van bouwkavels op Uilenburg viel waarschijnlijk tussen 1606 en 1608. Nadat Uilenburg en Marken waren volgelopen werden op grote schaal erven op Rapenburg in de verkoop gebracht. Tussen 1619 en 1623 zijn nog eens 42 erven op Uilenburg verkocht toen de Admiraliteitstimmerwerf was verplaatst naar Rapenburg.

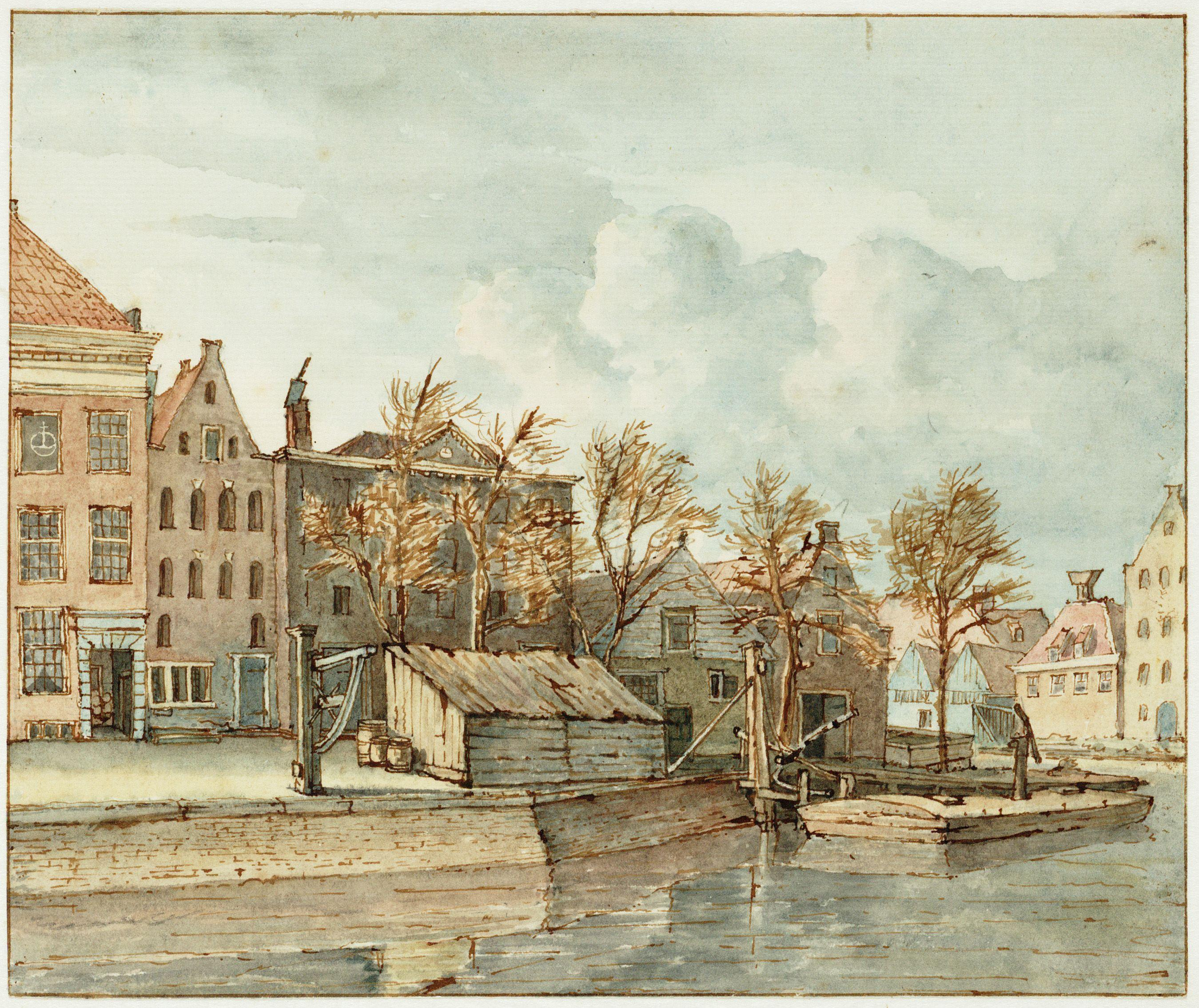
De Houtkopersburgwal met brouwerij De Wereld op het eiland Uilenburg. Rechts de gevels van enkele panden op het eiland Marken. Rond 1879 verrees op deze en de aangrenzende percelen de diamantslijperij Boas.

De betrekkelijk slechte toegankelijkheid van Marken en Uilenburg zijn de oorzaak geweest dat rond 1680 alle scheepstimmerlieden met hun werven zich verplaatsten naar de Oostelijke Eilanden. De percelen aan de noordoostzijde werden opnieuw gerooid en ingedeeld. Er kwamen diverse nieuwe pakhuizen, en omdat er nauwelijks verordeningen waren voor Uilenburg, zijn veel erven opgedeeld in kleinere percelen. Er verschenen tientallen sloppen, stegen en achterhuizen. Uilenburg werd meer dan voorheen een woonbuurt voor arbeiders van de werven op Kattenburg, Wittenburg en Oostenburg. Ook verarmde Oost-Europese joden kwamen af op de goedkope woningen, niet te ver van de synagoge. Tobias van Domselaer veronderstelde in zijn Beschrijving van Amsterdam (1665) dat de joodse bevolking een voorkeur voor de oostkant van de stad had, omdat Jeruzalem in die richting lag.
In 1879 verscheen in de zuidoosthoek van Uilenburg het Boas-complex, met een door stoom aangedreven diamantslijperij van architect-werktuigbouwkundige J.W. Meyer. Destijds was dit de grootste diamantslijperij ter wereld. Bij aanvang werkten hier 357 slijpers, 122 verstellers, 142 leerlingen en 52 loopjongens.

## Joodse wijk

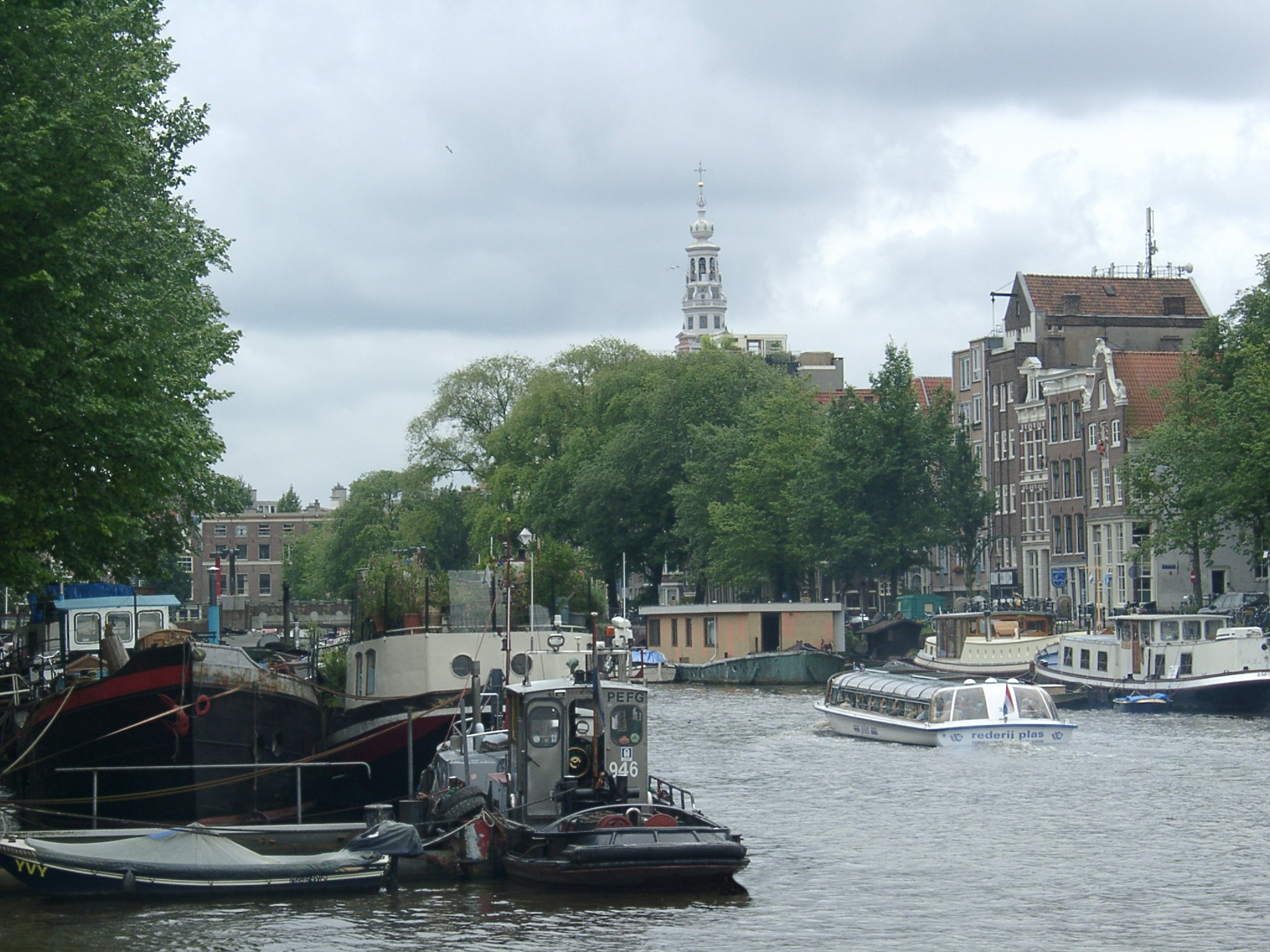
Oudeschans met Zuiderkerk

De metamorfose van Marken, Rapenburg en Uilenburg tot Joodse wijk is aan het einde van de 17e eeuw begonnen. In de 18e eeuw kwamen grote aantallen Asjkenazische joden naar Amsterdam, gevlucht vanwege de pogroms in Oost-Europa.
In 1748 waren er rellen in de stad. De doelisten eisten strengere handhaving van de regels en een verbod op alle straatverkoop. Met de verkoop van vis, zuurwaren, groenten en vodden verschaften veel joden zich een inkomen. Ze waren bijzonder gedupeerd door de maatregel.
In 1765 werd de nog steeds in gebruik zijnde Uilenburger Synagoge gebouwd voor de Asjkenazische joden.
De rapporteurs, die in 1795 verslag deden van de telling van de joodse bevolking van Amsterdam op Marken en Uilenburg, merkten op: "De volkrijkheid in de Joodenbuurt is op zommige plaatsen zo groot, ieder plekje, tot op de vliering toe, met zoo veele menschen bezet, de onbescheidenheid van veelen dier natie in dergelyke huizen, was van dien aart, dat alle de wijkmeesters niet hebben durven instaan, dat er aldaar ook niet enkele menschen, kinders vooral, over het hoofd zyn gezien geworden". Twee derde (20.000) van de joodse inwoners van de stad leefde in armoede. Rond 1808 was er opnieuw sprake van rellen in de joodse buurt toen Lodewijk Napoleon in opdracht van zijn broer Napoleon Bonaparte een joods regiment wilde oprichten.

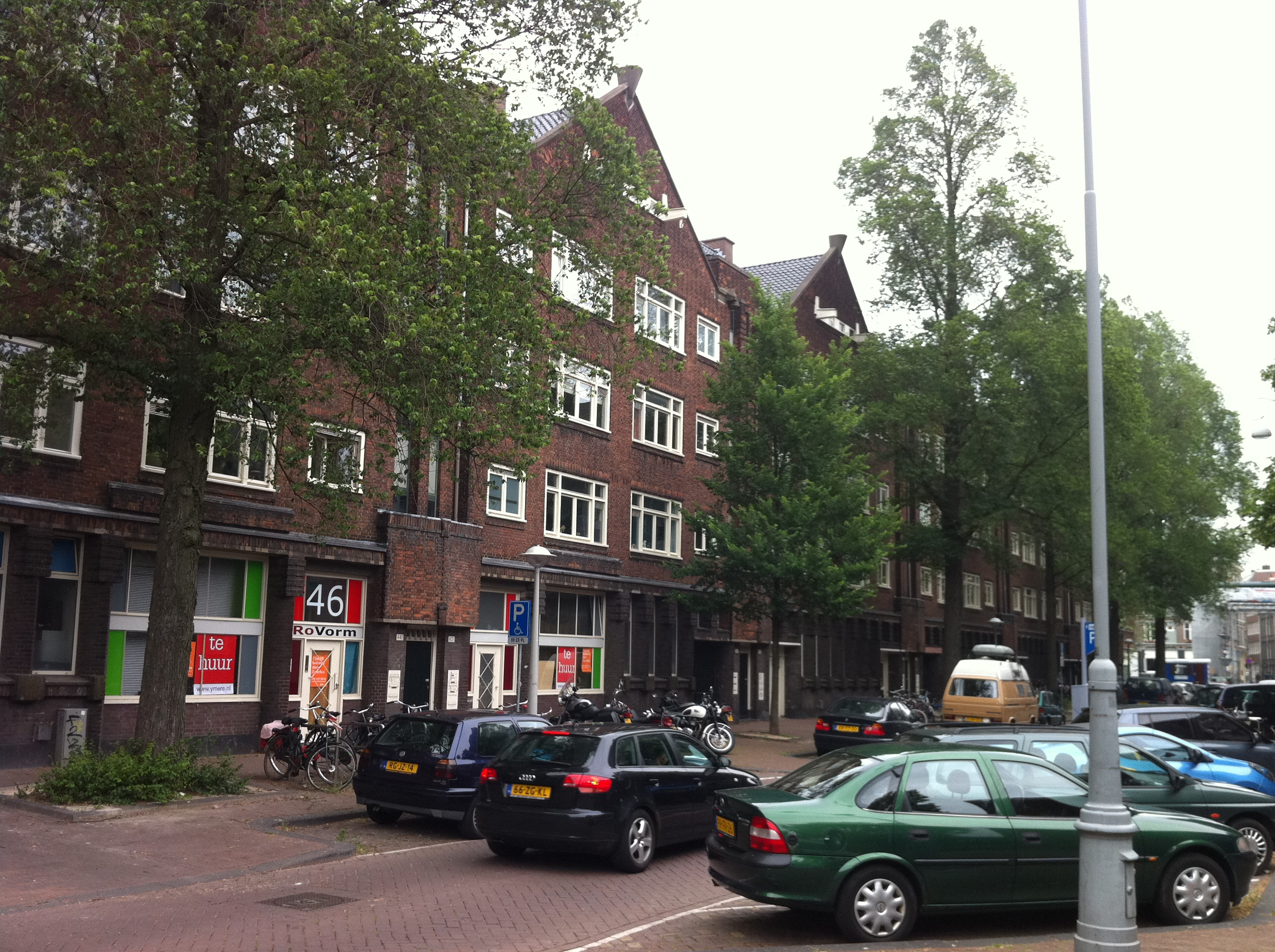
Arbeiderswoningen uit 1927 op Uilenburg, gemeentelijk saneringsplan

Aan het eind van de 19e eeuw was Uilenburg nog steeds erg dichtbevolkt. Er woonden soms tien mensen op een kamer. Besmettelijke ziekten kwamen veelvuldig voor. Op Uilenburg werden in 1910 al 368 van de 861 woningen onbewoonbaar verklaard. In de jaren twintig werd de verkrotte buurt gesaneerd door de gemeente. De huizen tussen de Batavierstraat en de Uilenburgerachterstraat werden gesloopt. De Nieuwe Uilenburgerstraat werd aangelegd. Aan de westzijde van deze straat werd in opdracht van de gemeente een nieuw woonblok gebouwd. Na oplevering werd het overgedragen aan het Bouwfonds Handwerkers Vriendenkring, waardoor een deel van de bevolking kon terugkeren in fatsoenlijke huizen.
Tijdens de Duitse bezetting van Nederland (1940-'45) in de Tweede Wereldoorlog maakte Uilenburg deel uit van "Judenviertel I", waarvan vrijwel de gehele joodse bevolking werd gedeporteerd naar vernietigingskampen.

## Bruggen
Uilenburg is bereikbaar via drie bruggen:
- vanuit de richting van de Nieuwmarkt: de Keizersbrug (brugnummer 286) over de Oudeschans, bij de Korte Koningsstraat,
- vanuit de richting van de Jodenbreestraat: de Steenvoetsluis (brug 291) over de Houtkopersburgwal, bij de Nieuwe Uilenburgerstraat,
- vanuit de richting van de Prins Hendrikkade en Rapenburg: de Peperbrug (brug 281) over de Rapenburgwal, bij de Nieuwe Uilenburgerstraat/Peperstraat.

 Abberdaan · Admiralenbuurt · Amstel III · Amsteldorp · Amstelkwartier · Andreas Ensemble · Apollobuurt · ArenAPoort · Bajeskwartier · Banne Buiksloot · Bedrijventerrein Sloterdijk · Bellamybuurt · Betondorp · Bijlmer · Binnenstad · Bloemenbuurt · Borgerbuurt · Borneo · Bos en Lommer · Buiksloot · Buiksloterham · Buikslotermeer · Buiteneiland · Buitenveldert · Bullewijk · Burgwallen Oude Zijde · Burgwallen Nieuwe Zijde · Centrum Amsterdam Noord · Centrumeiland · Chassébuurt · Chinatown · Cremerbuurt (Amsterdam) · Cruquius · Czaar Peterbuurt · Da Costabuurt · Dapperbuurt · De Aker · De Baarsjes · De Bongerd · De Eendracht · De Heining · De Krommert · De 9 Straatjes · De Omval · De Pijp · Diamantbuurt · Driemond · Disteldorp · Dubbele Buurt · Duivelseiland · Duvelshoek · Elzenhagen · Erasmusparkbuurt · Floradorp · Frederik Hendrikbuurt · Funenpark · Gaasperdam · Gein · Geuzenveld · Gibraltarbuurt · Gouden Reael · Gulden Winckelbuurt · Grachtengordel · Haarlemmerbuurt · Hallenkwartier · Haven-Stad · Haveneiland · Havenstraatterrein · Helmersbuurt · Het Funen · Holendrecht · Hoofddorppleinbuurt · Houthaven · IJ-oevers · IJburg · IJdock · IJplein · Indische Buurt · Jan Maijenbuurt · Java-eiland · Jeruzalem · Jeugdland ·Jodenbuurt · Jordaan · Julianapark · Kadijken · Kadoelen · Kattenburg · Kinkerbuurt · KNSM-eiland · Kolenkitbuurt · Kop van Jut · Van der Kunbuurt · Laan van Spartaan · Landlust · Landstrekenbuurt · Lastage · Leidsebuurt · Lutkemeer · Marathonbuurt · Marineterrein · Marken · Marktkwartier · Medisch Centrum Slotervaart · Mercatorbuurt · Middelveldsche Akerpolder · Molenwijk · Museumkwartier · Nellestein · Nieuw Sloten · Amsterdam Nieuw-West · Nieuwe Pijp · Nieuwendam · Nieuwendammerdijk en Buiksloterdijk · Nieuwendammerham · Nieuwezijde · Nieuwmarkt · Noorderhof · Noordoever Sloterplas · Noordse Bos · Olympisch Kwartier · Omval · Ookmeer · Oostelijk Havengebied · Oostelijke Eilanden · Oostelijke Handelskade · Oostenburg · Oosterdokseiland · Oosterparkbuurt · Oostoever Sloterplas · Oostpoort · Oostzanerwerf · Osdorp · Oud Osdorp · Oud-Oost · Oud-West · Oud-Zuid · Oude Pijp · Oudezijde · Overamstel · Overhoeks · Overtoombuurt · Overtoomse Buurt · Overtoomse Veld · Park Haagseweg · Park de Meer · Plan van Gool · Plan West · Plan Zuid · Planciusbuurt · Plantagebuurt · Postjesbuurt · Prinses Irenebuurt · Rapenburg · Reigersbos · Riekerpolder · Rieteilanden · Rietlanden · Rivierenbuurt · Robert Scottbuurt · Roeterseiland · Ruigoord · Schinkel (bedrijventerrein) · Schinkelbuurt · Science Park · Sloten · Sloterdijk · Sloterdijk-Centrum · Slotermeer · Slotervaart · Sluisbuurt · Spaarndammerbuurt · Spieringhorn · Sporenburg · Sportheldenbuurt · Staatsliedenbuurt · Stadionbuurt · Steigereiland · Strandeiland · Teleport · Transvaalbuurt · Trompbuurt · Tuindorp Buiksloot · Tuindorp Buiksloterham · Tuindorp Nieuwendam · Tuindorp Oostzaan · Tuttifruttidorp · Van Tijenbuurt · Uilenburg · Universiteitskwartier · Valkenburg · Van der Kunbuurt · Van der Pekbuurt · Van Lennepbuurt · Venserpolder · Vlooienburg · Vogelbuurt · Vogeldorp · Vogeltjeswei · Volewijck · Vondelparkbuurt · Vrije Geer · Waalseiland · Watergraafsmeer · Waterlandpleinbuurt · Waterwijk · Weesp · Weesperbuurt · Weespertrekvaartbuurt · Weesperzijde · Westelijke Eilanden · Westelijke Tuinsteden · Westerdokseiland · Westerpark · Westpoort · Willemspark · Wittenburg · Zeeburg · Zeeburgereiland · Zeeheldenbuurt · Zuidas · Zuideramstel